# Frohnau (Annaberg-Buchholz)
Frohnau ist ein Ortsteil der sächsischen Kreisstadt Annaberg-Buchholz im Erzgebirgskreis. Die Silberfunde am Schreckenberg führten 1496 zur Gründung der benachbarten Bergstadt Annaberg. Das Dorf Frohnau ist vor allem durch das Technische Museum Frohnauer Hammer und das Besucherbergwerk Markus-Röhling-Stolln bekannt. Das Bergbaugebiet um Frohnau ist seit 2019 Teil des UNESCO-Welterbes Montanregion Erzgebirge/Krušnohoří.

## Geographie

### Lage

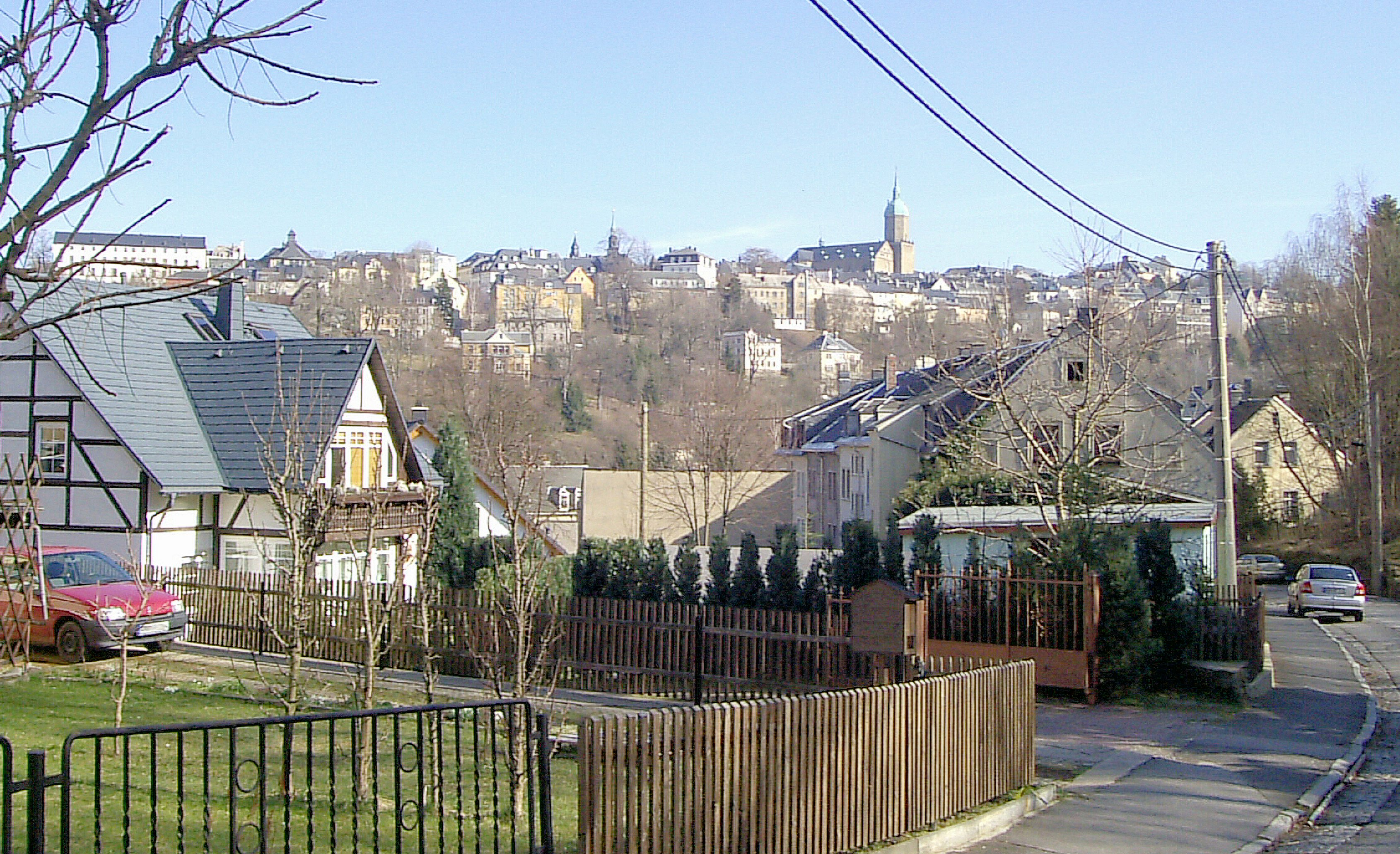
Blick aus der Ortslage Frohnau nach Annaberg

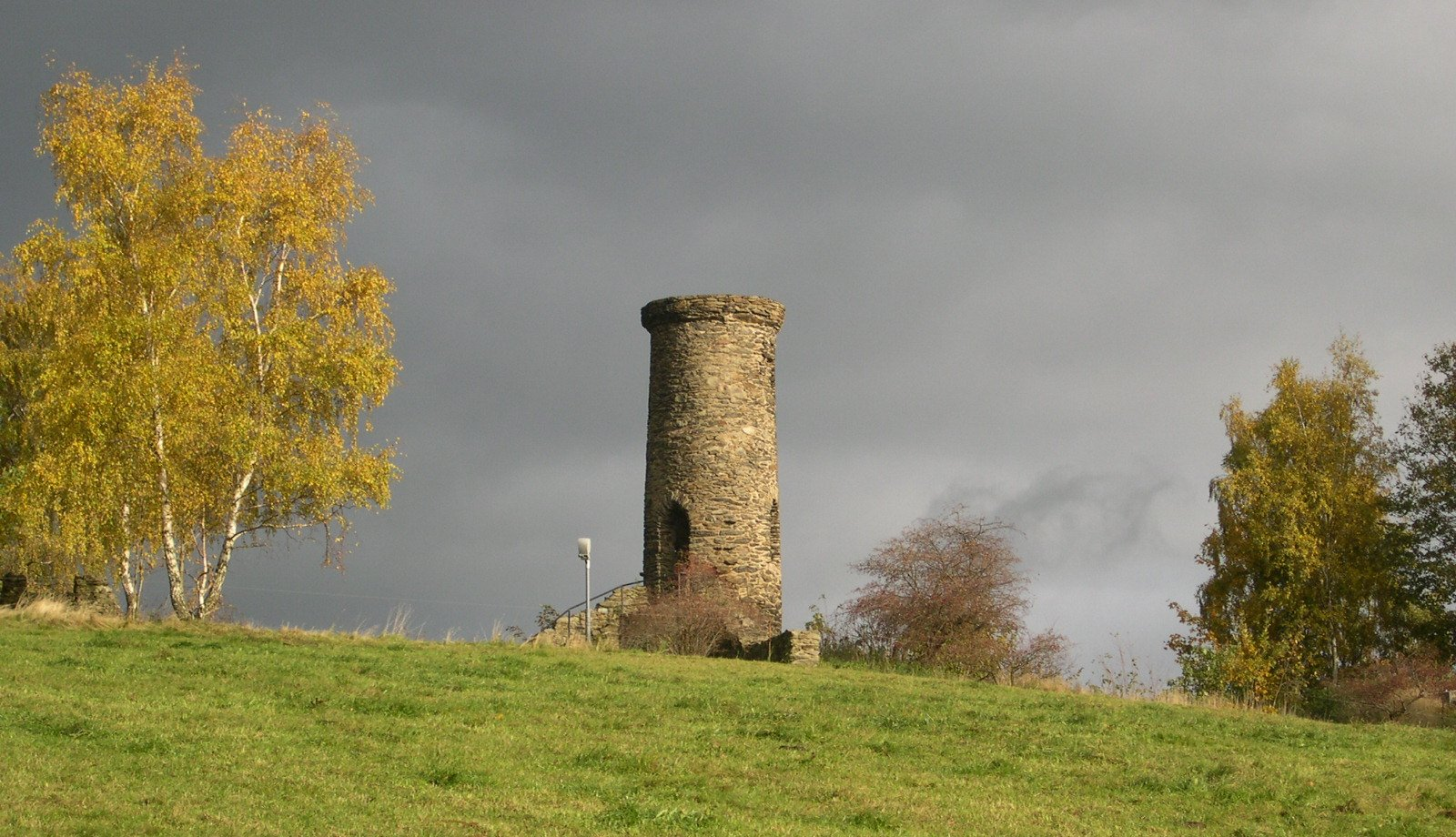
Blick auf die Schreckenbergruine

Das Waldhufendorf Frohnau befindet sich etwa einen Kilometer westlich des Stadtzentrums von Annaberg. Die untere Ortslage befindet sich im Tal der Sehma an der Staatsstraße S261. Das Dorf zieht sich an einer steilen Dorfstraße in westlicher Richtung bis auf die Höhen des Schreckenbergs.

### Nachbarorte
| Tannenberg | Schönfeld                                   |          |
| Dörfel     | Kompassrose, die auf Nachbargemeinden zeigt | Annaberg |
| Schlettau  | Buchholz                                    |          |

## Geschichte

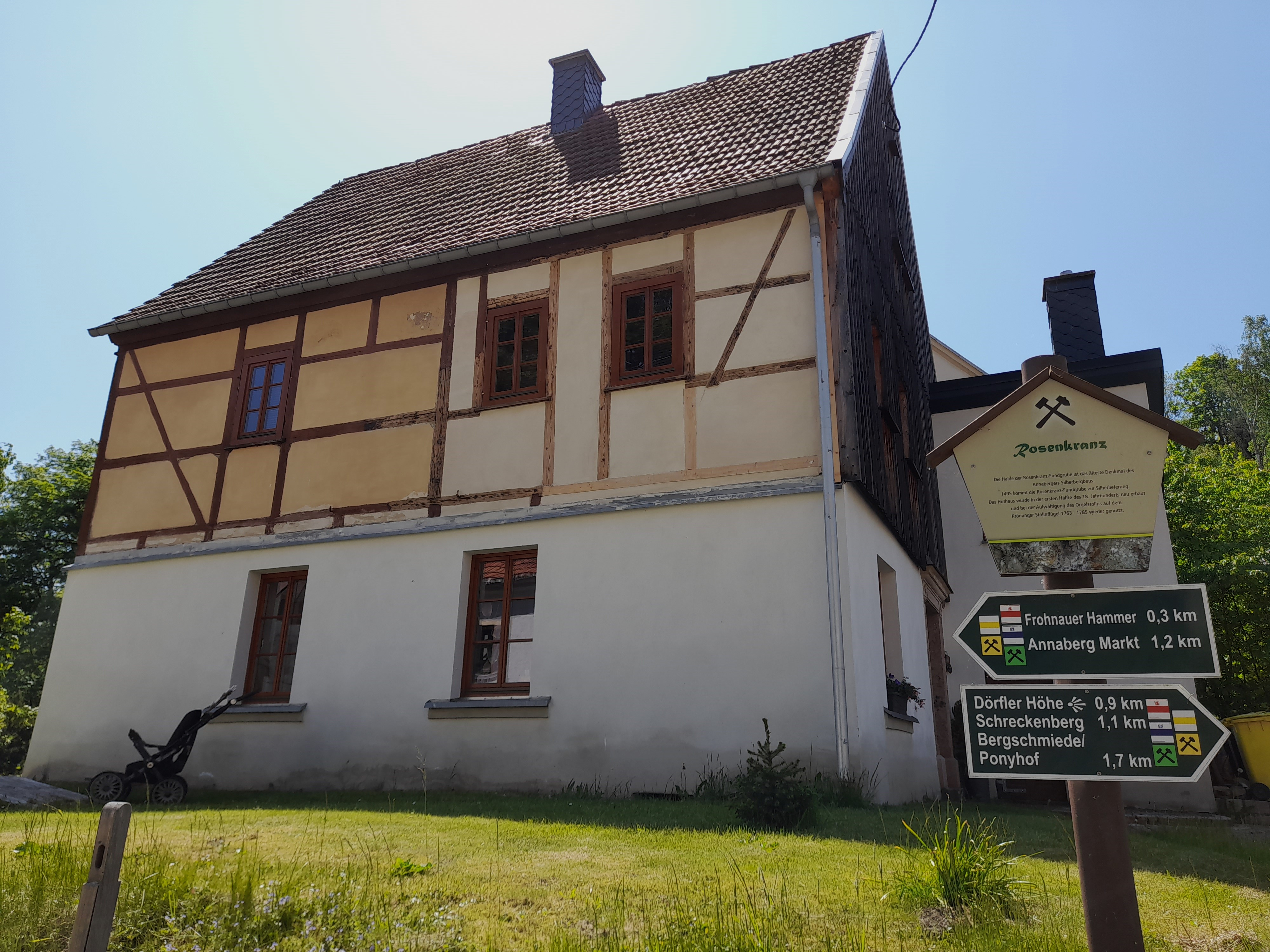
Fundgrube Rosenkranz (Frohnau), eine der ältesten Fundgruben des Annaberger Reviers

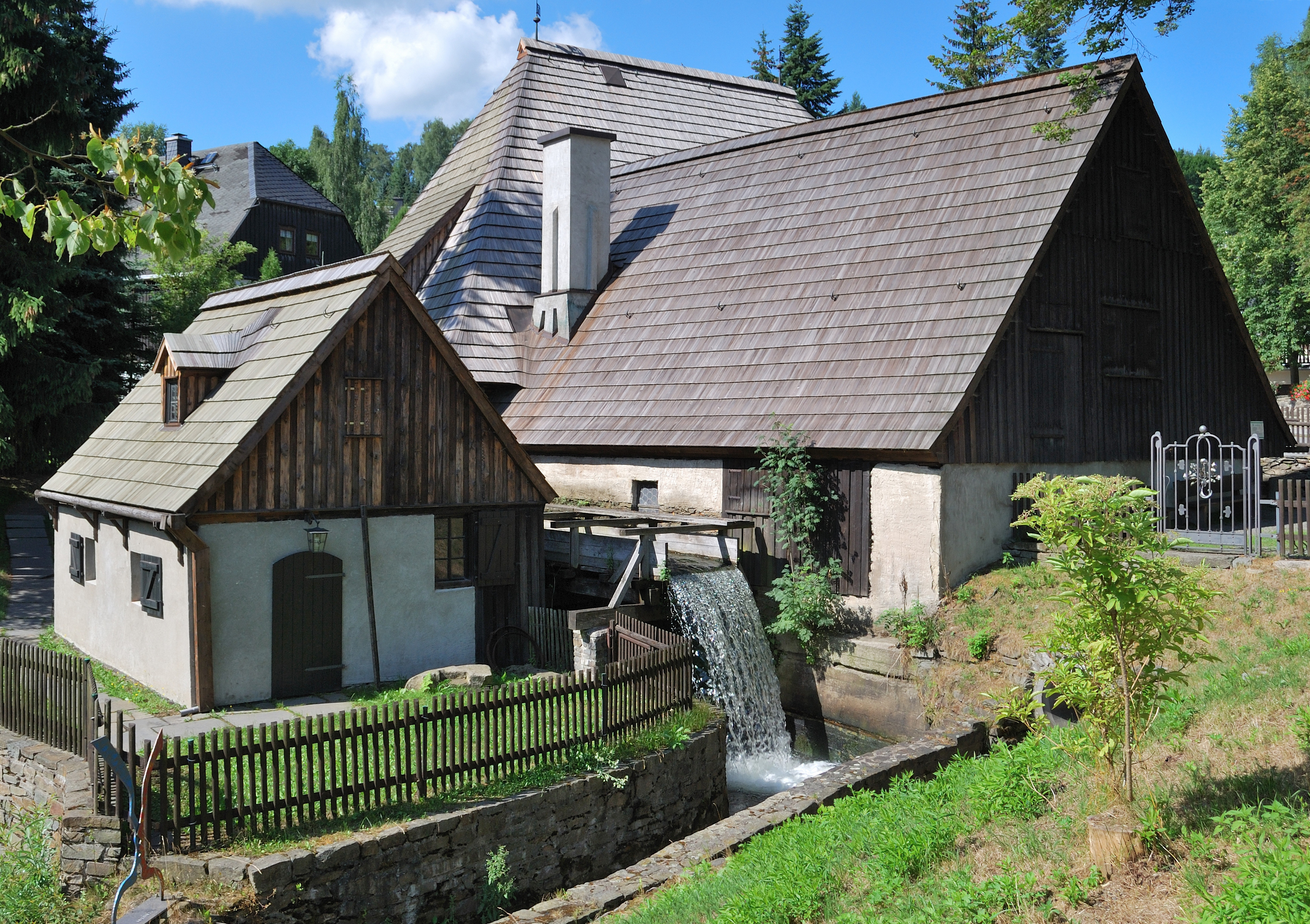
Technisches Museum Frohnauer Hammer – Ansicht der Schmiede von außen

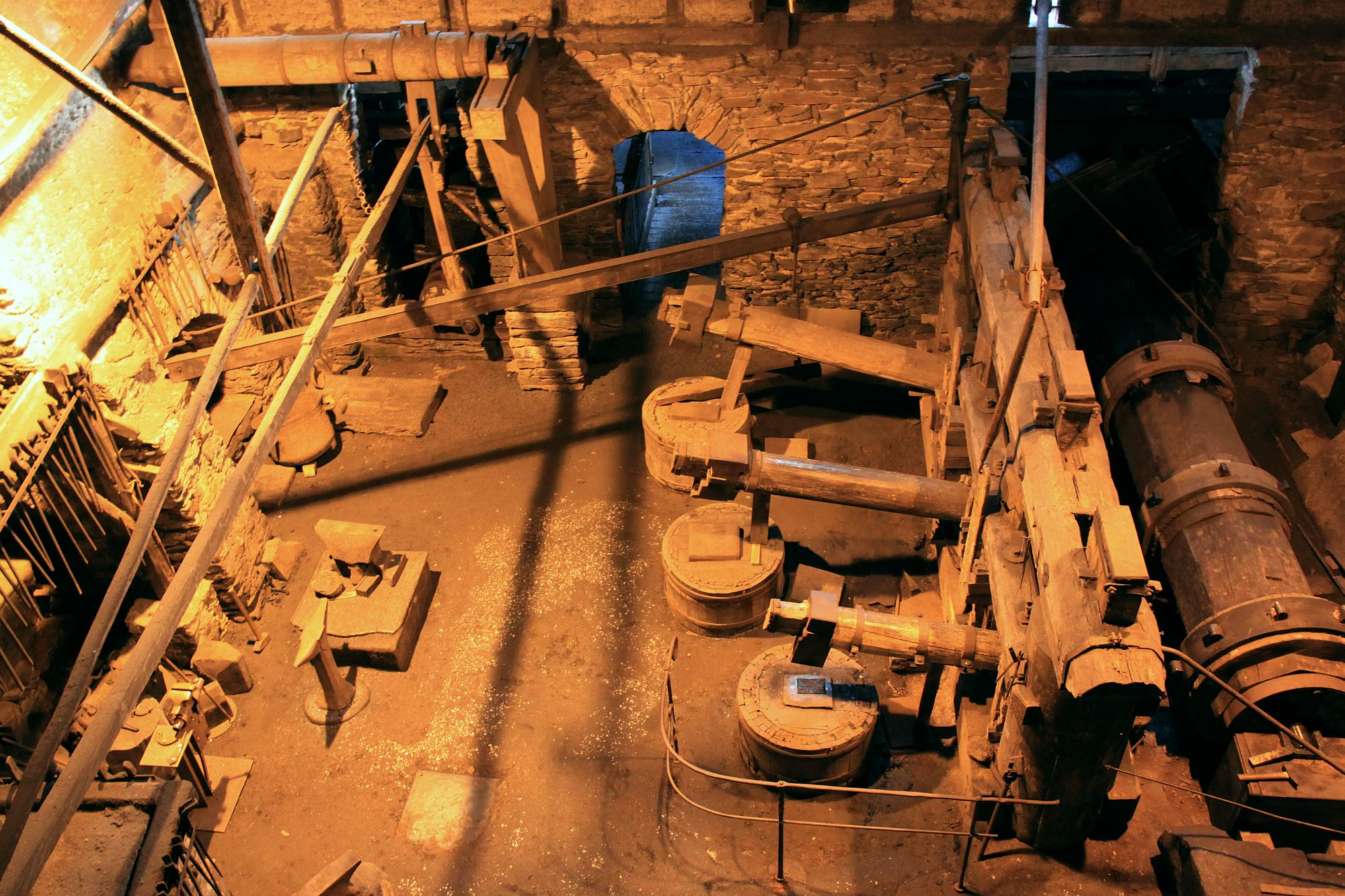
Innenansicht der Schmiede

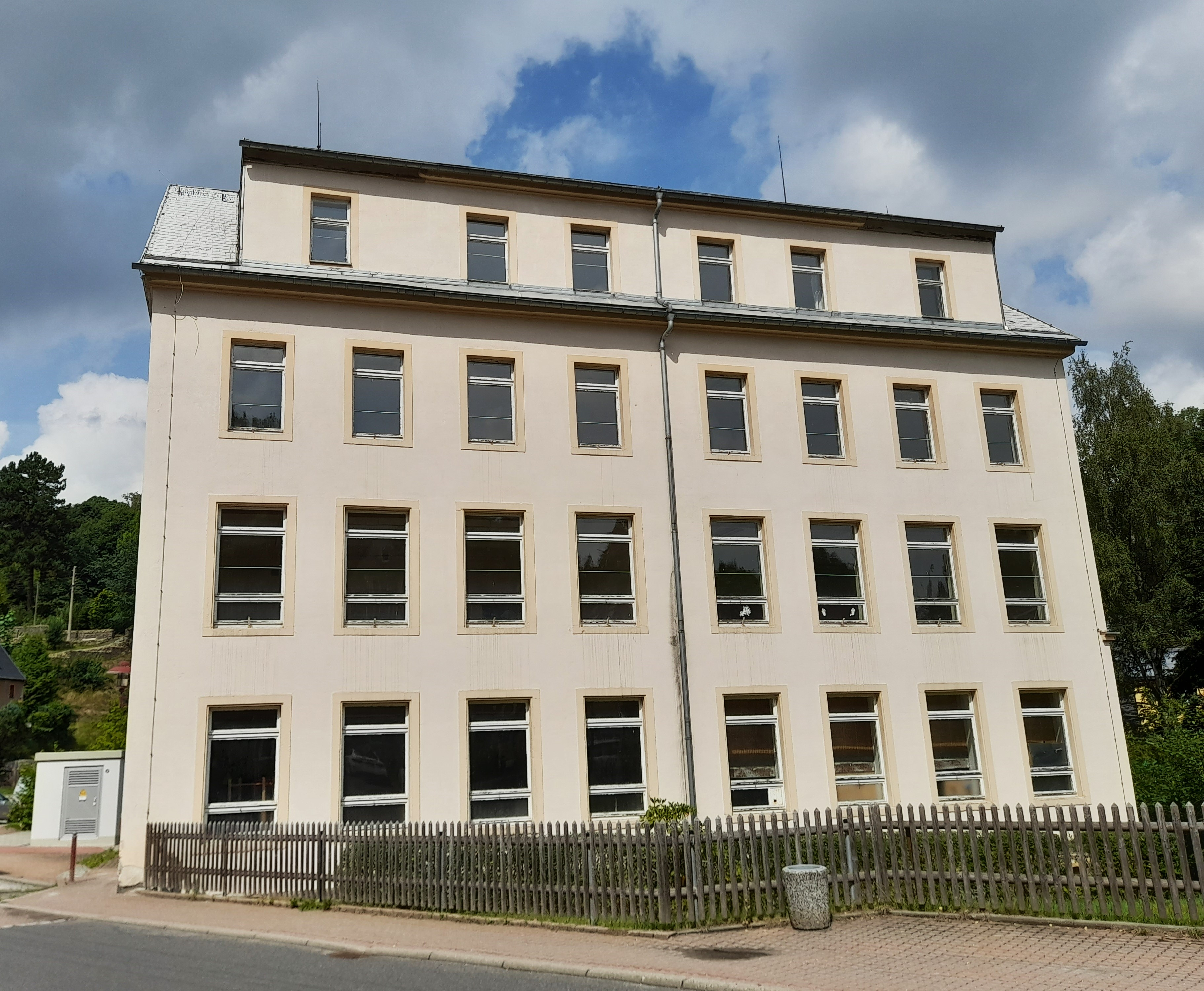
Ehemalige Friedrich-Ludwig-Jahn-Schule Frohnau

Obwohl das Dorf sicher älter ist, datiert der älteste bekannte urkundliche Nachweis für Frohnau vom Martinstag 1397, als Heinrich I., Burggraf von Meißen, den Richter Paul Richter zu Rückerswalde mit einem Waldstück belehnte, das von einem Weg durchschnitten war, „der da gehet von Geyersdorff bis ghen Fronaw“. Laut einer Urkunde aus dem Jahr 1411 gehörte Frohnau nebst Kleinrückerswalde, Geyersdorf, Dörfel und Tannenberg zur Herrschaft Pöhlberg. Der Ortsname wurde 1911 von Leo Bönhoff als Zusammensetzung der mitteldeutschen Wörter Fron und awe, also einer herrschaftlichen Aue gedeutet. Eine weitere Möglichkeit der Herleitung des Ortsnamens besteht in der Auslegung der „Frohne“ als „Herrenwald“, was eine historische Bezeichnung für den Sauwald sein könnte.
Nachdem – der Legende nach durch Caspar Nietzel – im Oktober 1491 am Schreckenberg ein Silbergang gefunden wurde, setzte ein Berggeschrey ein. Bereits 1493 wurde eine erste Bergordnung am Schreckenberg, unter dem Einfluss des Bergamtes in Geyer, erlassen. Die 1494 erstmals urkundlich erwähnte „Fundgrube Rosenkranz“ in der Ortsmitte von Frohnau ist eines der ältesten Bergwerke des Annaberger Reviers. Das erste Silber aus dieser Grube wurde 1495 geliefert. Letztlich führten die Silberfunde 1496 zur Gründung der „Neuen Stadt am Schreckenberg“, die wenig später den Namen St. Annaberg erhielt; die Gründungsversammlung wurde in der Mühle in Frohnau abgehalten. Ob damit die untere Mühle, die sogenannte Herrenmühle, oder die obere Mühle auf dem Standort des Frohnauer Hammers gemeint ist, ist bei den Annaberger Heimatforschern umstritten und nicht endgültig nachweisbar. 1498 erhielt die junge Bergstadt das Recht zur Prägung von Münzen der Wettiner. Die Mühle wurde deshalb im gleichen Jahr um eine Münzstätte erweitert, in welcher die als Schreckenberger bzw. Engelsgroschen bekannte Silbermünze geprägt wurde. Die Münzstätte wurde aber bereits 1502 nach Annaberg verlegt. Nach der Gründung der „Neustadt am Schreckenberg“ im Jahre 1496 (ab 1501 Annaberg genannt) wurde die Herrschaft Pöhlberg 1499 aufgelöst. Sitz des neuen Amtes wurde die namensgebende Herrenmühle an der Sehma. 1553 wurde das Amt an die Bergstadt Annaberg verpachtet. Frohnau war ursprünglich nach Kleinrückerswalde gepfarrt, wurde aber nach Erbauung der St. Annen-Kirche in Annaberg dorthin gewiesen, wohin das Dorf noch heute kirchlich einbezirkt ist. Im Ort selbst befindet sich ein Kirchensaal, in dem Gottesdienste abgehalten werden können.
In der Folge war das ursprüngliche Bauerndorf Frohnau, das eine Feldflur von 8¾ Hufen umfasste, erheblich vom Bergbau geprägt. Davon zeugt die hohe Anzahl an Häuslern bereits im 16. Jahrhundert, die zum Großteil dem Berufsstand der Bergleute bzw. verwandten Professionen wie Zimmermännern oder Bergschmieden angehörten. Die erhaltenen Berggebäude und Haldenzüge in der Flur zeugen von dem vergangenen Glanz des Bergbaus in Frohnau. Als bedeutendste Grubengebäude zu Anfang des 19. Jahrhunderts nennt Albert Schiffner Markus Röhling, König David, die Galliläische Wirthschaft, den Jung-Andreas-Stolln, Kippenhain mit Zehntausendritter, Bierschnabel und Bäuerin.
Nach der Auflösung des Mühlenamts Annaberg im Jahr 1794 gehörte Frohnau bis 1856 als Amtsdorf zum kursächsischen bzw. königlich-sächsischen Amt Wolkenstein. Ein Teil der Verwaltungsaufgaben des Amts wurde noch bis 1830 vor Ort wahrgenommen. Ab 1856 gehörte Frohnau zum Gerichtsamt Annaberg und ab 1875 zur Amtshauptmannschaft Annaberg. Mit der Eröffnung der Bahnstrecke Annaberg-Buchholz unt Bf–Flöha entstand am 1. Februar 1866 die heute als Bahnhof Annaberg-Buchholz unt Bf bekannte Station südöstlich von Frohnau. Im Jahr 1884 zog die Schule von Frohnau vom 1841 eingeweihten alten Schulgebäude in der Turnvater-Jahn-Straße 15 in das gegenüber liegende, neu eröffnete Schulgebäude in der Turnvater-Jahn-Straße 14 um.
Nach dem Zweiten Weltkrieg war die Wismut AG auch in den Schächten um Annaberg, Buchholz und Frohnau aktiv. Für die sowjetischen Bewachungstruppen dieser Schächte entstand im Jahr 1947 eine Kasernenanlage am Schreckenberg in Frohnau. Nach der Übernahme des Objekts durch die Stadt Annaberg-Buchholz im Jahr 1955 entstand in den Gebäuden in der Folgezeit das „Feierabendheim Louise Otto-Peters“, welches heute als „Senioren- und Betreuungszentrum Louise Otto-Peters“ bekannt ist.
Durch die zweite Kreisreform in der DDR kam Frohnau im Jahr 1952 zum Kreis Annaberg im Bezirk Chemnitz (1953 in Bezirk Karl-Marx-Stadt umbenannt). Die 10-klassige Polytechnische Oberschule Frohnau wurde im Jahr 1964 in der „Neuen Schule“ eingerichtet. Sie erhielt 1983 den Namen „Friedrich Ludwig Jahn“ verliehen.
Ab 1990 gehörte Frohnau zum sächsischen Landkreis Annaberg, der 2008 im Erzgebirgskreis aufging. Frohnau wurde zum 1. Januar 1996 in die benachbarte Kreisstadt Annaberg-Buchholz eingemeindet. Die Polytechnische Oberschule „Friedrich Ludwig Jahn“ wurde 1993 in eine Grundschule mit vier Klassen umgewandelt. Mit dem Ablauf des Schuljahres 2001/2002 endete am 19. Juni 2002 der Schulbetrieb in Frohnau.
Als Sachzeuge der einst regen Bergbautätigkeit vor Ort kann das Besucherbergwerk Markus-Röhling-Stolln befahren werden. An ehemaligen Grubengebäuden der Fundgrube sind das Huthaus und die Bergschmiede erhalten. Der einstige Pferdegöpel wurde im Jahr 2000 nachgebaut. Der von 1657 bis 1904 als Zain-, Zeug- und Waffenhammer genutzte Frohnauer Hammer ist einer der bedeutendsten Sachzeugen der protoindustriellen Entwicklung im Erzgebirge. Er ist einer von nur drei erhaltenen der ehemals mehr als hundert Eisenhammerwerke des Erzgebirges. Er ist das erste als Technisches Denkmal ausgewiesene Objekt in Sachsen und wurde bisher von über 8 Millionen Besuchern besichtigt. Der Frohnauer Rundweg verbindet auf etwa 10 km Länge verschiedene bergbauliche Objekte und Aussichtspunkte als Bergbaulehrpfad. Der Markus-Röhling-Stolln und der Frohnauer Hammer bilden die „Bergbaulandschaft Frohnau“, welche als Teil der „Montanlanschaft Annaberg-Frohnau“ zur Montanregion Erzgebirge/Krušnohoří gehört. Diese ist seit 2019 UNESCO-Welterbe.

## Entwicklung der Einwohnerzahl
| Jahr | Einwohnerzahl                             |
| ---- | ----------------------------------------- |
| 1547 | 16 besessene Mann, 75 Gärtner, 3 Inwohner |
| 1764 | 19 besessene Mann, 6 Gärtner, 23 Häusler  |
| 1834 | 496                                       |
| 1871 | 1220                                      |

| Jahr | Einwohnerzahl |
| ---- | ------------- |
| 1890 | 1996          |
| 1925 | 1739          |
| 1939 | 1610          |
| 1946 | 1632          |

| Jahr | Einwohnerzahl |
| ---- | ------------- |
| 1950 | 1872          |
| 1964 | 1609          |
| 1990 | 1277          |
| 1995 | 1178          |
| 2011 | 936           |

## Sehenswürdigkeiten
- Frohnauer Hammer

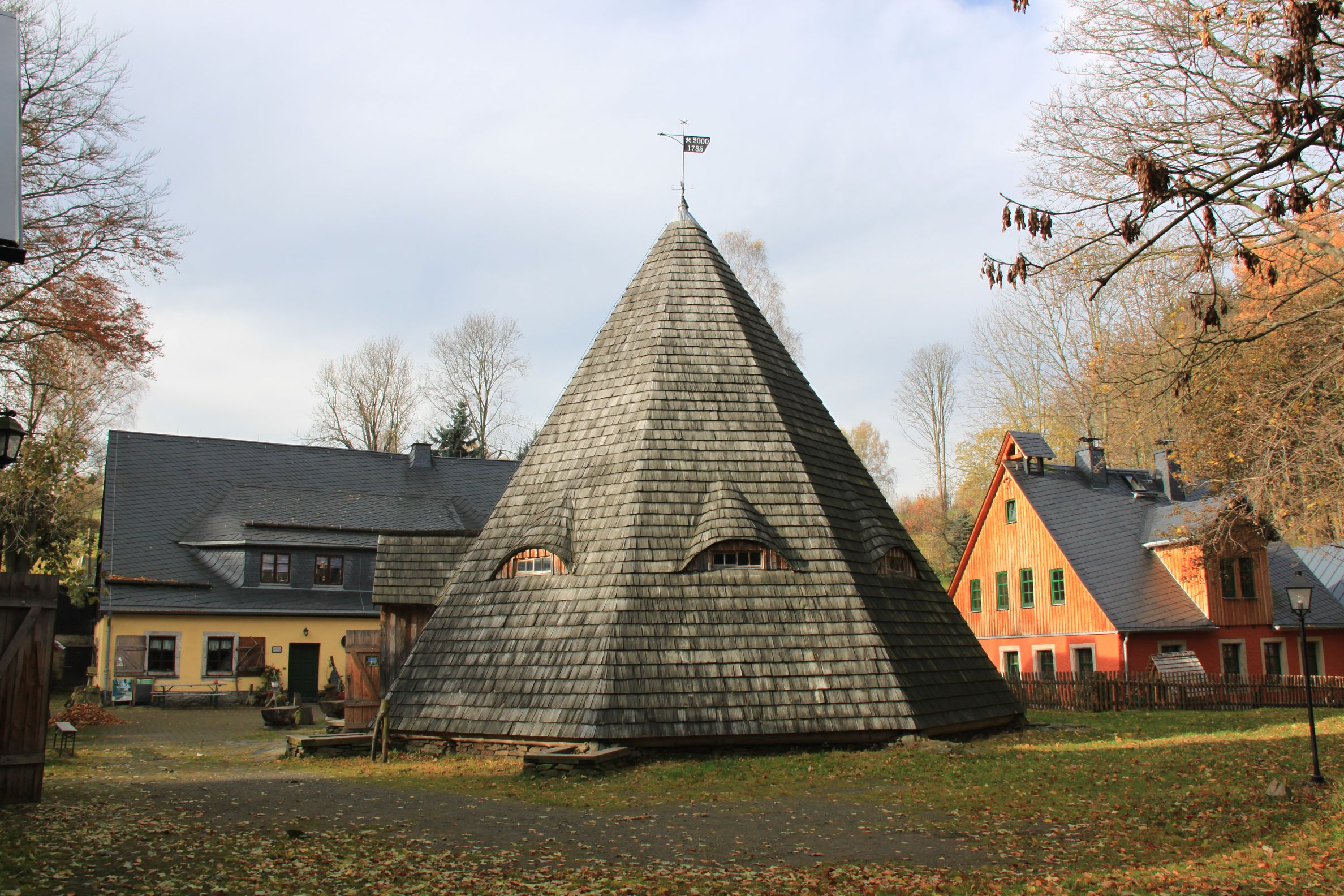
Huthaus, Bergschmiede und Pferdegöpel der ehemaligen Fundgrube Markus-Röhling-Stolln

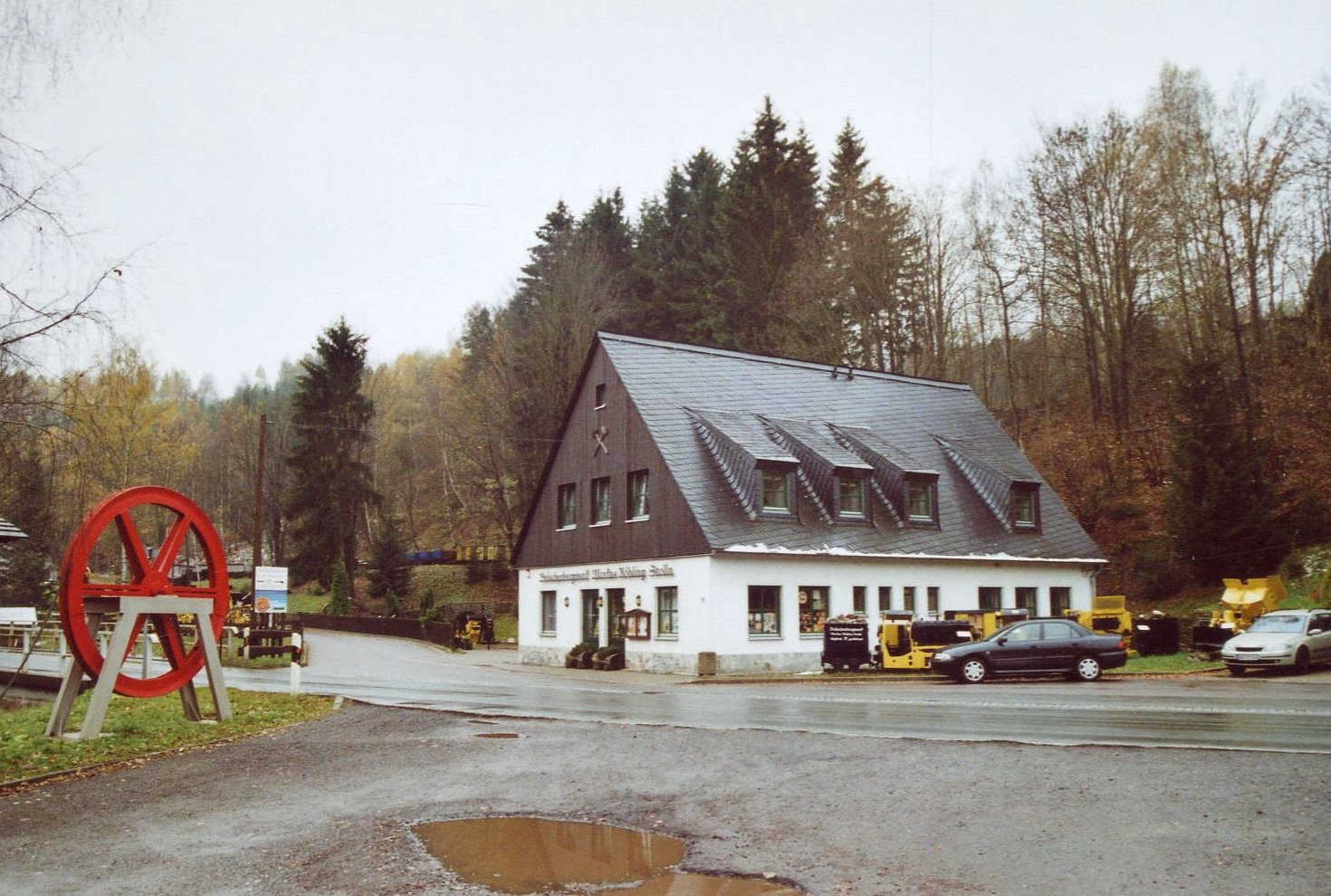
Besucherbergwerk Markus-Röhling-Stolln

- Besucherbergwerk Markus-Röhling-Stolln
- Schreckenbergruine
- Bergbaulehrpfad Frohnau[13]
- Bergbaulehrpfad Buchholzer Wald[14]

Eine weitere Sehenswürdigkeit war bis 2021 die Gartenbahn Frohnau, deren Betrieb jedoch aus Altersgründen aufgegeben wurde.

## Söhne und Töchter des Orts
- Ilse Dietze (* 1920), ehemalige Abgeordnete der Volkskammer der DDR (CDU)
- Volker Bräutigam (1939–2022), Komponist, Kirchenmusiker und Hochschullehrer